# Andrea Chelli
Andrea Chelli, detto Mistero (Grosseto, 3 giugno 1973 – Siena, 20 gennaio 2014), è stato un fantino italiano.
Il soprannome Mistero gli fu dato per via del suo carattere particolarmente riservato e schivo, e fa anche riferimento alla canzone Mistero, con cui Enrico Ruggeri vinse il Festival di Sanremo 1993, anno di esordio sul tufo senese di Chelli.

## Biografia
Mistero corse tre volte il Palio di Siena, riuscendo a centrare la vittoria nell'agosto del 1993, sotto i colori del Drago. Evento curioso: in quel Palio, i primi quattro cavalli arrivarono al traguardo scossi. La sua corsa fu tutta all'inseguimento: durante il terzo giro di Piazza riuscì a superare Civetta e Tartuca, ma cadde all'ultima curva di San Martino. Il cavallo Vittorio proseguì la corsa scosso, passando in testa all'ultima curva del Casato e aggiudicandosi così il Palio dell'Assunta del 1993, che venne definito dalle cronache dell'epoca come la "rivincita dei cavalli". Nonostante la caduta prima dell'arrivo, a Chelli furono riconosciuti ampi meriti per la vittoria dai contradaioli del Drago, ed egli stesso venne celebrato con i consueti onori riservati ai fantini vincitori.
Prima della vittoria, Chelli aveva già corso a Siena nel luglio 1993, e sempre per il Drago. Nel luglio 1994 corse invece sotto i colori della Selva. In tutte le tre occasioni, il suo cavallo arrivò scosso; proprio nel 1994, la caduta gli costò un gravissimo infortunio alla gamba destra, che lo costrinse a restare lontano dal tufo per diversi anni. In quel Palio la mossa durò quasi 40 minuti e fu estenuante; Chelli partì in netto ritardo, e nel tentativo di effettuare una rapida rimonta, cadde alla seconda curva di san Martino. Le conseguenze furono terribili: la gamba subì un pesante infortunio, e il ritardo nei soccorsi contribuì a peggiorare la grave situazione.
Mistero riuscì a tornare in Piazza del Campo nel luglio 1998, e fu un rientro dal valore simbolico: montò infatti alla quarta batteria di prova lo stesso cavallo Vittorio (nel frattempo chiamato Queen's Victor) che gli aveva regalato la gioia del successo cinque anni prima, e che avrebbe vinto pochi giorni dopo un altro Palio, montato da Luigi Bruschelli detto Trecciolino nell'Oca.
Nell'agosto 2005: disputò la prima prova del Palio, nel Valdimontone. Ripeté l'esperienza nel luglio 2007, disputando la prima prova nell'Oca montando Fedora Saura (che avrebbe vinto il Palio, montata da Giovanni Atzeni detto Tittìa). Nell'agosto 2008 prese parte alla sesta batteria, su Iron River: fu quella la sua ultima presenza sul tufo senese.
Chelli è morto all'età di 40 anni, togliendosi la vita nella scuderia presso la quale lavorava.

## Presenze al Palio di Siena
Le vittorie sono evidenziate ed indicate in neretto.
| Palio          | Contrada | Cavallo    | Note   |
| -------------- | -------- | ---------- | ------ |
| 2 luglio 1993  | Drago    | Way to Sky | scosso |
| 16 agosto 1993 | Drago    | Vittorio   | scosso |
| 2 luglio 1994  | Selva    | Zucchero   | scosso |